# Nasionnica trześniówka
Nasionnica trześniówka (Rhagoletis cerasi) – gatunek muchówki z rodziny nasionnicowatych. Szkodnik drzew owocowych. Dorosły osobnik jest czarny o długości ciała 4–5 mm, skrzydła przeźroczyste z ciemnymi poprzecznymi paskami. Między nasadami skrzydeł ma żółtopomarańczową tarczkę.

## Biologia
Dorosłe osobniki składają jaja na owocach czereśni i wiśni powodując ich „robaczywienie”. Larwy żerują w owocach, a po wydostaniu się na zewnątrz, chowają się w ziemi, gdzie ulegają przepoczwarczeniu i zimują. Lot much rozpoczyna się najczęściej w połowie maja, jednak jego dynamika w poszczególnych latach znacznie się różni. Jaja składa na przełomie maja i czerwca, na miękkie, już dojrzewające owoce. Samica nasionnicy trześniówki jest w stanie złożyć nawet od 100 do 250 jaj. Owoce na których złożone są jaja oznaczone są feromonem służącym do oznaczenia owocu już „zajętego”. Po około 10–14 dniach z jaj wykluwają się białe larwy o długości około 4 mm.

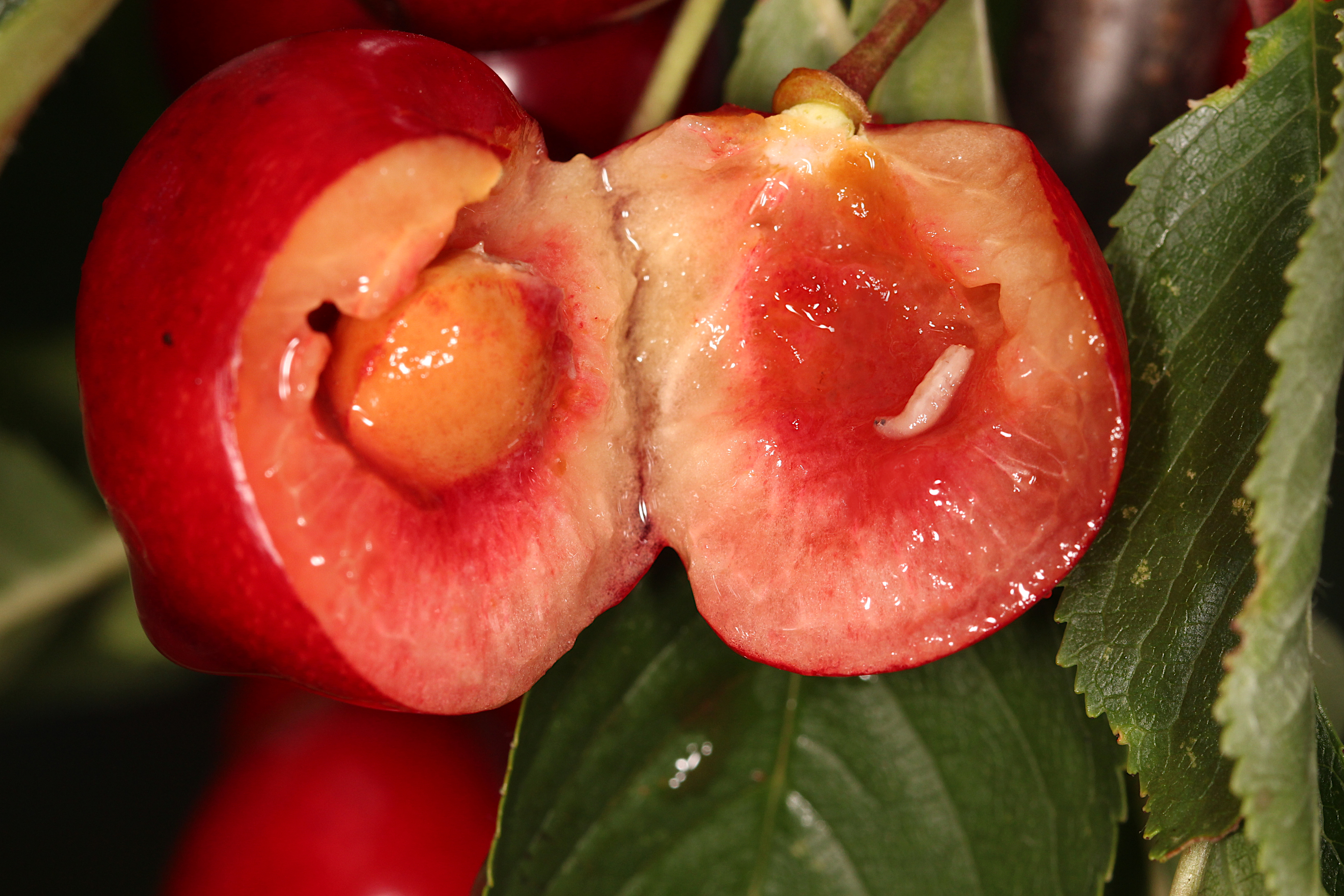
Larwa wewnątrz owocu czereśni

## Zwalczanie
Ponieważ larwy przepoczwarczają się bezpośrednio pod drzewem, jednym ze sposobów na pozbycie się szkodnika jest zebranie ziemi dookoła drzewa do głębokości 5 cm. Najlepiej zrobić to po owocowaniu czereśni, wtedy gdy już wszystkie larwy spadły na ziemię i się w niej ukryły. Dla pewności i w obawie, że nie udało nam się zniszczyć wszystkich larw, należy głęboko przekopać ziemię pod drzewami. Inną metodą, skuteczną od maja do czerwca, jest przykrycie ziemi pod drzewem gęstą siatką lub folią – tak, aby dorosłe owady nie mogły wylecieć na zewnątrz. Stosuje się również pułapki. Na szkodniki te najlepiej działają żółte (żółto-pomarańczowe) pułapki lepowe, rozwieszane na drzewach od drugiej połowy maja. Ich działanie wzmaga dodawany do lepu i powoli się ulatniający octan amonu. Owoce zarażone najlepiej poddać działaniu wysokiej temperatury (spalić), tym samym zapobiegając wydostaniu się larw do ziemi. Walkę ze szkodnikiem może wspomóc metoda chemiczna. Zabiegi zwalczające przeprowadza się w okresach intensywnego lotu much. W zależności od jego przebiegu, na odmianach późno dojrzewających konieczne jest wykonanie dwóch lub trzech opryskiwań. Pierwszy zabieg przeprowadza się po 2 lub 3 dniach od odłowu na pułapki lepowe much w liczbie przekraczającej próg szkodliwości, który wynosi więcej niż 2 odłowione sztuki na pułapkę. Dalsze jedno lub dwa opryskiwania wykonuje się w okresach intensywnego lotu much. Postępując w ten sposób uzyskać można wolne od larw nasionnicy trześniówki owoce czereśni i wiśni. Do zwalczania stosuje się jakikolwiek z dostępnych insektycydów z grupy pyretroidów lub środków fosoroorganicznych.